# Keba
Skabelon:Ers:Löschantrag
Keba AG er en østrigsk virksomhed, etableret i 1968 og med hovedsæde i Linz, som udvikler og fremstiller automatiserede terminaler til brug indenfor bank -og postvæsen samt serviceindustrien. Keba fremstiller og markedsfører bl.a. produktlinjen KePol, der benyttes som pakkeautomat af flere postvæsener, og gør det muligt at afhente og afsende pakkepost døgnet rundt. Kendt som Packstation indgår 2.500 KePol-enheder hos Deutsche Post i Tyskland i deres såkaldt Last Mile Solution. I Danmark udgør p.t. 130 udendørs enheder og 300 indendørs enheder i Coops butikker, herunder bl.a. Kvickly, SuperBrugsen, Dagli'Brugsen, Fakta og Irma KePol-enheder Post Danmarks tilsvarende servicetilbud kaldet Pakkeboksen. Derudover er der opstillet KePol-enheder i Østrig, Luxembourg, Litauen, Rusland, Tyrkiet og Forenede Arabiske Emirater.